# 인터넷 활동주의
인터넷 활동주의는 소셜 미디어, 이메일, 팟캐스트의 다양한 형태의 전자 통신 기술을 사용하여 더 빠르고 효과적인 의사 소통을 가능하게 하는 시민 운동이다. 여기에는 조율을 포함하여 다양한 형태의 행동주의를 위한 소셜 미디어, 이메일, 팟캐스트와 같은 전자 커뮤니케이션 기술을 사용하여 시민 운동에 의한 더 빠르고 효과적인 커뮤니케이션, 특정 정보를 대규모의 특정 청중에게 전달하는 것이 포함된다. 운동가들은 대의명분 관련 기금 모금, 커뮤니티 구축, 로비 및 조직 활동을 위해 인터넷 기술을 사용한다. 디지털 행동주의 캠페인은 "시민 운동가나 지지자들이 디지털 미디어를 사용하는 대상 권위에 대해 집단적 주장을 하는 조직화된 공공 노력"이다. 미국과 캐나다의 활동가/옹호 단체가 디지털 활동 목표를 달성하기 위해 소셜 미디어를 어떻게 사용하는지 구체적으로 다루기 위한 연구가 시작되었다.

## 예시

### 해시태그 운동
해시태그 운동은 소셜 미디어 콘센트를 사용하여 원인에 맞서 싸우거나 지지하기 위해 해시태그를 사용하는 것이다.

### TikTok 활동
틱톡은 특히 메이크업 튜토리얼이 중국의 무슬림 위구르족 대우에 대한 행동 촉구로 변질된 후 창의적인 짧은 비디오를 통해 사회적 문제를 제기하는 데 점점 더 많이 사용되었다.

## 같이 보기
- 서릉